# Trouble ventilatoire obstructif
 Mise en garde médicale
Un trouble ventilatoire obstructif, ou syndrome obstructif pulmonaire, se caractérise par une limitation des débits dans l'arbre bronchique, qui se traduit par une augmentation des résistances aériennes.

## Diagnostic et caractéristiques
Le diagnostic se fait lors d'une exploration fonctionnelle respiratoire (EFR), qui montre :
- VEMS/CV  (coefficient de Tiffeneau) diminué d'au moins 10 % par rapport aux valeurs prédites (en pratique <70-75 %)
- CV (capacité vitale) normale ainsi qu'une augmentation de la capacité pulmonaire totale (CPT).

La  sévérité du syndrome obstructif se définit en fonction de la valeur du volume expiratoire maximal seconde (VEMS).
- Léger : VEMS normal (> 80 % de la valeur prédite)
- Modéré : VEMS entre 50 et 80 % de la valeur prédite
- Sévère : VEMS entre 30 et 50 % de la valeur prédite
- Très sévère : VEMS inférieur à 30 % de la valeur prédite

## Principales causes
- Bronchopneumopathie chronique obstructive (BPCO) : post-tabagique, agricole, etc.
- Emphysème pulmonaire
- Asthme
- Dilatation des bronches